# Rusia en los Juegos Paralímpicos
Rusia en los Juegos Paralímpicos está representada por el Comité Paralímpico Ruso, miembro del Comité Paralímpico Internacional.
Ha participado en cinco ediciones de los Juegos Paralímpicos de Verano, su primera presencia tuvo lugar en Atlanta 1996. El país ha obtenido un total de 268 medallas en las ediciones de verano: 91 de oro, 87 de plata y 90 de bronce.
En los Juegos Paralímpicos de Invierno ha participado en seis ediciones, siendo Lillehammer 1994 su primera aparición en estos Juegos. El país ha conseguido un total de 233 medallas en las ediciones de invierno: 84 de oro, 88 de plata y 61 de bronce.
Este país fue anfitrión de los Juegos Paralímpicos de Invierno en una ocasión: Sochi 2014.

## Medallero

### Por edición
| Evento       | Oro | Plata | Bronce | Total |
| ------------ | --- | ----- | ------ | ----- |
| Atlanta 1996 | 9   | 7     | 11     | 27    |
| Sídney 2000  | 12  | 11    | 12     | 35    |
| Atenas 2004  | 16  | 8     | 17     | 41    |
| Pekín 2008   | 18  | 23    | 22     | 63    |
| Londres 2012 | 36  | 38    | 28     | 102   |
| 2016 – 2024  | –   | –     | –      | –     |
| TOTAL        | 91  | 87    | 90     | 268   |

| Evento              | Oro | Plata | Bronce | Total |
| ------------------- | --- | ----- | ------ | ----- |
| Lillehammer 1994    | 10  | 12    | 8      | 30    |
| Nagano 1998         | 12  | 10    | 9      | 31    |
| Salt Lake City 2002 | 7   | 9     | 5      | 21    |
| Turín 2006          | 13  | 13    | 7      | 33    |
| Vancouver 2010      | 12  | 16    | 10     | 38    |
| Sochi 2014          | 30  | 28    | 22     | 80    |
| Pyeongchang 2018    | –   | –     | –      | –     |
| Pekín 2022          | –   | –     | –      | –     |
| TOTAL               | 84  | 88    | 61     | 233   |

### Por deporte
| Evento                    | Oro | Plata | Bronce | Total |
| ------------------------- | --- | ----- | ------ | ----- |
| Atletismo                 | 43  | 30    | 26     | 99    |
| Baloncesto DI             | 0   | 1     | 0      | 1     |
| Ciclismo                  | 0   | 0     | 1      | 1     |
| Fútbol 7                  | 2   | 2     | 1      | 5     |
| Levantamiento de potencia | 2   | 7     | 1      | 10    |
| Natación                  | 33  | 35    | 33     | 101   |
| Remo                      | 0   | 0     | 1      | 1     |
| Tenis de mesa             | 2   | 2     | 2      | 6     |
| Tiro                      | 5   | 4     | 7      | 16    |
| Tiro con arco             | 2   | 1     | 2      | 5     |
| Voleibol                  | 0   | 0     | 1      | 1     |
| Yudo                      | 2   | 5     | 15     | 22    |
| TOTAL                     | 91  | 87    | 90     | 268   |

| Evento                     | Oro | Plata | Bronce | Total |
| -------------------------- | --- | ----- | ------ | ----- |
| Biatlón                    | 24  | 27    | 15     | 66    |
| Curling en silla de ruedas | 0   | 1     | 0      | 1     |
| Esquí alpino               | 8   | 6     | 7      | 21    |
| Esquí de fondo             | 52  | 53    | 39     | 144   |
| Hockey sobre hielo         | 0   | 1     | 0      | 1     |
| TOTAL                      | 84  | 88    | 61     | 233   |